# CLASSY.
『CLASSY.』（クラッシィ）は、光文社から刊行されている女性向けファッション雑誌。1984年創刊。毎月28日発売。

## 概要
ファッション雑誌『JJ』のお姉さん雑誌として、1984年4月に創刊した。海外のスーパーモデルをカバーに起用し、都市部で働く裕福な家庭の20代女性をターゲットとしていたが、90年代半ばからOL向け雑誌へ移行していく。

## モデル
表紙モデル
- 山本美月[4]

レギュラーモデル
- 愛甲千笑美
- 有末麻祐子
- 岩﨑名美
- 梅澤美波（乃木坂46）[5]
- 鹿沼憂妃
- トラウデン直美
- 土生瑞穂（JJ専属モデル兼任）[6][7]
- 林田岬優
- 藤井夏恋
- 藤井サチ
- 堀田茜
- 松井愛莉
- 宮本茉由
- 山崎紘菜

ほか

### 過去のモデル
表紙モデル
- 春香
- ブレンダ
- 梅宮アンナ
- 青山恭子（2001年3月号 - 2002年2月号）
- 田波涼子（2002年3月号 - 2005年12月号）
- 相沢紗世（2006年1月号 - 2009年12月号）
- 道端ジェシカ（2010年1月号 - 12月号）
- 小泉里子（2011年1月号 - 2017年12月号）[8]
- オードリー亜谷香（2018年1月号 - 2021年11月号）[9]
- 松島花（2022年1月号 - 2023年2月号）[10]

レギュラーモデル
- 絵美里
- 大桑マイミ
- 加治ひとみ
- 川口優菜
- ケリー
- 紺野ゆり
- 三枝こころ
- 阪井まどか
- 桜井玲香
- 里海
- 菅原沙樹
- SONOMI
- 高垣麗子
- 高橋メアリージュン
- 畑野ひろ子
- 真山景子
- 宮城舞
- メロディー洋子
- RINA

ほか

## 姉妹誌
- JJ
- VERY